# Marian Jankowski

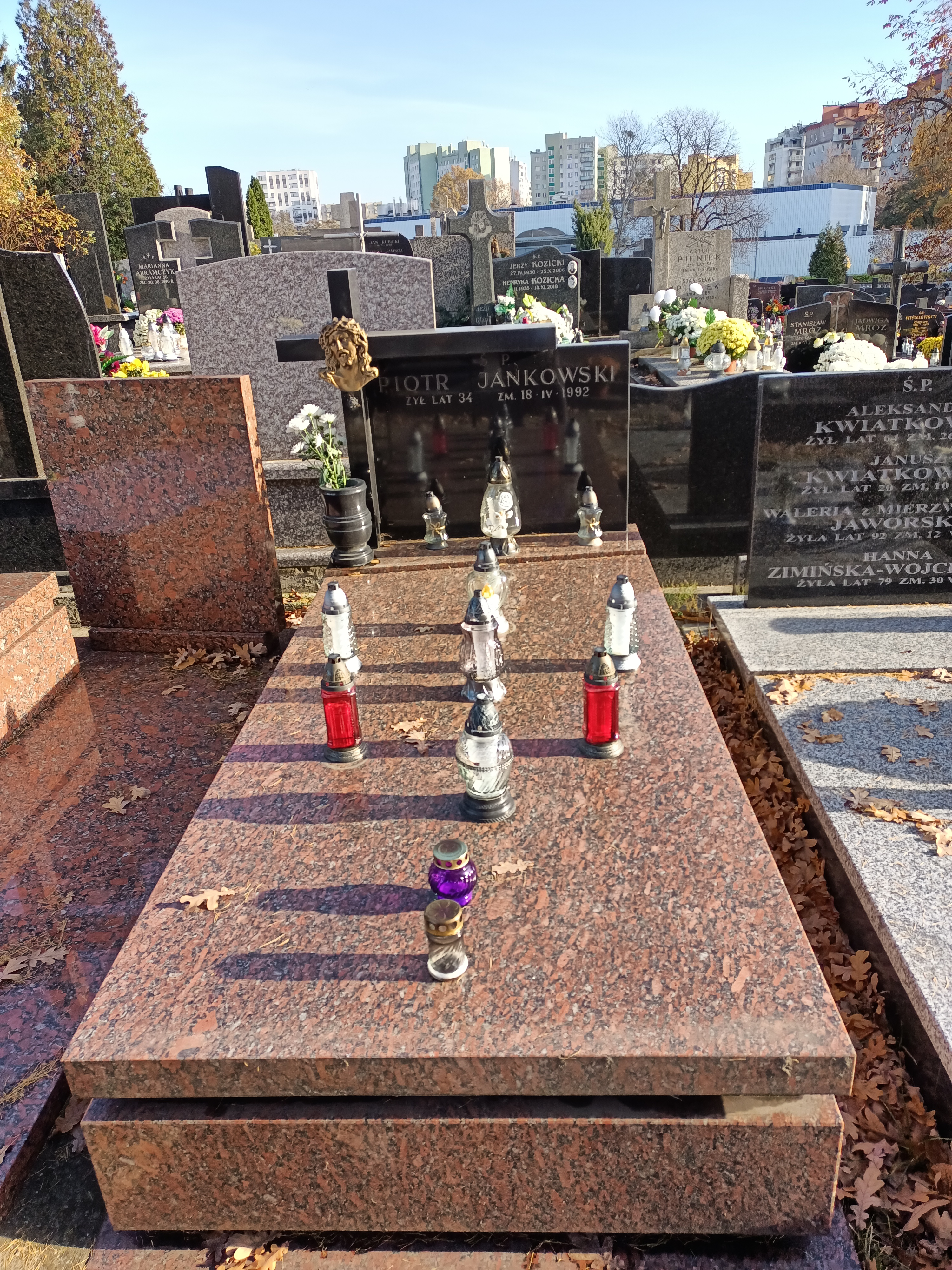
Grab von Marian Jankowski auf dem Wawrzyszewski-Friedhof

Marian Jankowski (* 8. Dezember 1931 in Robaczyn; † 9. März 2017 in Warschau) war ein polnischer Gewichtheber.

## Werdegang
Marian Jankowski betrieb als Jugendlicher vor allem Leichtathletik, wandte sich dann aber dem Gewichtheben zu, da er sehr leicht war und für eine Sportart mit Gewichtsklasseneinteilung sehr gute Voraussetzungen mitbrachte. Bei einer Größe von 1,58 m wog er knapp 60 kg. Er machte bei Trainer Józef Stycziński ab 1953 so schnelle Fortschritte, dass er bereits 1954 erstmals bei polnischen Meisterschaften starten konnte. Im Laufe seiner erfolgreichen Laufbahn gewann er fünf Medaillen bei internationalen Meisterschaften und sechs polnische Meisterschaften im Bantam- (damals bis 56 kg Körpergewicht) und im Federgewicht (damals bis 60 kg Körpergewicht).
Nach seiner Zeit als aktiver Gewichtheber besuchte er die Trainerakademie in Warschau und war danach bis 1990 ein hervorragender Trainer, der so bekannte Spitzenathleten wie Norbert Ozimek, Zygmunt Smalcerz, Piotr Mandra und Jacek Gutowski formte.

## Internationale Erfolge/Mehrkampf
(OS = Olympische Spiele, WM = Weltmeisterschaft, EM = Europameisterschaft, Ba = Bantamgewicht, Fe = Federgewicht)
- 1956, 6. Platz, EM in Helsinki, Ba, mit 277,5 kg, Sieger: Wladimir Stogow, UdSSR, 325 kg vor Georgiev, Bulgarien, 287,5 kg;
- 1957, 2. Platz, EM in Kattowitz, Ba, mit 300 kg, hinter Vilchowski, UdSSR, 302,5 kg und vor Szymon Rusinowicz, Polen, 290 kg;
- 1958, 3. Platz, Militär-Spartakiade in Leipzig, Ba, mit 307,5 kg, hinter Stogow, 335 kg und Tschen Tschin-Kai, China, 332,5 kg;
- 1958, 2. Platz, Meisterschaft der verb. Ostarmeen, Ba, mit 305 kg, hinter Kotschegarow, UdSSR, 307,5 kg und vor Panajt, Rumänien, 275 kg;
- 1958, 4. Platz (2. Platz), WM + EM in Stockholm, Ba, mit 305 kg, hinter Stogow, 342,5 kg, Charles Vinci, USA, 327,5 kg und Sonboli, Iran, 312,5 kg;
- 1959, 2. Platz, WM + EM in Warschau, Ba, mit 320 kg, hinter Stogow, 332,5 kg und vor Imre Földi, Ungarn, 295 kg;
- 1960, 3. Platz, EM in Mailand, Ba, mit 307,5 kg, hinter Stogow, 330 kg und Földi, 310 kg;
- 1960, 5. Platz, OS in Rom, Ba, mit 322,5 kg, hinter Vinci, 345 kg, Yoshinobu Miyake, Japan, 337,5 kg, Elmkah, Iran, 330 kg und Kogure, Japan, 322,5 kg;
- 1961, unplatziert, WM + EM in Wien, Ba, nach 3 Fehlversuchen im Drücken

## Polnische Meisterschaften
- 1954, 3. Platz, Ba, mit 260 kg, hinter E. Petrak, 265 kg und S. Rusinowicz, 260 kg;
- 1956, 1. Platz, Ba, mit 280 kg, vor Petrak, 275 kg und B. Stepień, 260 kg;
- 1957, 1. Platz, Ba, mit 292,5 kg, vor Stepień, 272,5 kg und P. Augustyniak, 242,5 kg;
- 1958, 1. Platz, Ba, mit 307,5 kg, vor Stepień, 262,5 kg und T. Starczynski, 252,5 kg;
- 1959, 1. Platz, Fe, mit 315 kg, vor Rusinowicz, 300 kg und Rudolf Kozłowski, 300 kg;
- 1960, 1. Platz, Fe, mit 320 kg, vor Kozłowski, 302,5 kg und M. Zachara, 287,5 kg;
- 1961, 1. Platz, Fe, mit 320 kg, vor Kozłowski, 307,5 kg und T. Zaborski, 292,5 kg;
- 1963, 3. Platz, Fe, mit 332,5 kg, hinter Henryk Trebicki, 335 kg und Mieczysław Nowak, 335 kg